# Delphinium quercetorum
Delphinium quercetorum là một loài thực vật có hoa trong họ Mao lương. Loài này được Boiss. & Hausskn. mô tả khoa học đầu tiên năm 1888.